# North Runcton
North Runcton är en ort och civil parish i Storbritannien.   Den ligger i grevskapet Norfolk och riksdelen England, i den sydöstra delen av landet, 140 km norr om huvudstaden London. North Runcton ligger 24 meter över havet och antalet invånare är 266.
Terrängen runt North Runcton är mycket platt. Runt North Runcton är det ganska tätbefolkat, med 90 invånare per kvadratkilometer. Närmaste större samhälle är King's Lynn, 4,7 km nordväst om North Runcton. Trakten runt North Runcton består till största delen av jordbruksmark.